# فصل بالا (فیلم)
فصل بالا (به انگلیسی: High Season) فیلمی محصول سال ۱۹۸۷ و به کارگردانی کلر پپلو است. در این فیلم بازیگرانی همچون جکلین بیسیت، جیمز فاکس، ایرنه پاپاس، سباستین شاو، کنت برانا، لسلی منویل، رابرت استیونز، رابی بیکر و پاریس تسلیوس ایفای نقش کرده‌اند.